# Chrabąszcz jedzie do Monte Carlo
Chrabąszcz jedzie do Monte Carlo, Garbi Jedzie do Monte Carlo (ang. Herbie Goes to Monte Carlo) – amerykański film fabularny z 1977 roku, wyreżyserowany przez Vincenta McEveety'ego, z Deanem Jonesem i Donem Knottsem obsadzonymi w rolach głównych. Sequel filmów Kochany Chrabąszcz (1968) i Garbi znowu w trasie (1974).